# Mario Teaches Typing 2
Mario Teaches Typing 2 è un videogioco educativo appartenente al franchise di Mario. È il seguito di Mario Teaches Typing.

## Modalità di gioco
Il gioco è il seguito di Mario Teaches Typing e fu pubblicato nel 1997 per PC, MS-DOS e Mac OS. Si pone l'obiettivo, attraverso una serie di livelli ambientati nell'immaginario mondo del Regno dei Funghi, di insegnare ai bambini l'uso della tastiera.

## Livelli in cui è diviso il gioco
- Mario's Smash and Dash - per principianti.
- Mario's Wet World Challenge - livello intermedio.
- Mario's Tunnel of Doom - per giocatori avanzati.
- Mario's Expert Express - il livello più difficile.